# محمد ريمان
محمد ريمان ؛ مواليد 4 سبتمبر 1996 في السعودية، هو لاعب كرة قدم سعودي.

## مسيرة اللاعب
لعب سابقاً في نادي الاتحاد ونادي الرائد ونادي أحد ونادي الأخدود و نادي النجمة.

## روابط خارجية
- محمد ريمان على موقع قاعدة بيانات كرة القدم.إي يو (الإنجليزية)
- محمد ريمان على موقع Soccerway.com (الإنجليزية)